# Alan Taimurasowitsch Karajew
Alan Taimurasowitsch Karajew (russisch Алан Таймуразович Караев, englische Transkription Alan Taymurazovich Karaev; * 19. Mai 1977 in Digora, Nordossetische ASSR, Russische SFSR, Sowjetunion) ist ein russischer Sumōringer, Armdrücker und Mixed-Martial-Arts-Kämpfer ossetischer Herkunft.

## Leben
Karajew studierte an der chemisch-technischen Fakultät der Nordossetischen Staatlichen Universität namens Kosta Lewanowitsch Chetagurow (Северо-Осетинский государственный университет имени Коста Левановича Хетагурова) mit Spezialisierung auf Warenkunde und Expertise in Wladikawkas. Karajew ist verheiratet und hat einen Sohn und eine Tochter.
Karajew trat am Anfang seiner Karriere im Armwrestling und Amateur-Sumō an. Seit dem Jahr 2005 bestreitet er zudem im MMA-Kämpfe. Er kämpft für das Team Rings Russia.

## Erfolge im Armwrestling und Sumō
Karajew ist neunfacher Armwrestling-Weltmeister. Außerdem ist er siebenfacher russischer Meister. Zudem wurde Karajew im Einzel und in der Mannschaft fünf Mal Weltmeister im Amateur-Sumō im Schwergewicht und Super-Schwergewicht. Er ist vierfacher Europa- und vierfacher Russischer Meister im Amateur-Sumō.

## Mixed Martial Arts
Karajew bestritt seinen ersten MMA-Kampf beim K-1 PREMIUM 2005 Dynamite in Saitama gegen den erfahrenen Kickboxer Gary Goodridge. Karajew verlor den Kampf bereits nach 2:58 Minuten durch einen Aufgabegriff (Guillotine Choke). Auch seinen zweiten Kampf im Juni verlor er gegen den ebenfalls 2 Meter großen und 150 kg schweren US-Amerikaner Bob Sapp durch KO in der ersten Runde. Es folgte ein Sieg gegen den Japaner Tomohiko Hashimoto nach nur 27 Sekunden durch Technisches KO im September desselben Jahres. Im Dezember 2005 trat Karajew in Osaka gegen den bekannten französischen Kickboxer Jérôme Le Banner an und verlor den Kampf in der 2. Runde durch KO. Seinen bisher letzten Kampf im MMA bestritt er im Februar 2006 gegen den Japaner Koji Kanechika, den er in der 1. Runde durch einen Armhebel (Keylock) zur Aufgabe zwang.
Ergebnisse seiner Kämpfe
| Datum              | Gegner             | Ergebnis                    | Event                     | Ort            |
| ------------------ | ------------------ | --------------------------- | ------------------------- | -------------- |
| 4. Februar 2006    | Koji Kanechika     | Sieg/Aufgabe 1. Runde       | GCM Mars                  | Tokio, Japan   |
| 23. Dezember 2005  | Jérôme Le Banner   | Niederlage/KO 2. Runde      | K-1 PREMIUM 2005 Dynamite | Osaka, Japan   |
| 17. September 2005 | Tomohiko Hashimoto | Sieg/TKO 1. Runde           | GCM - D.O.G. 3            | Tokio, Japan   |
| 6. Juli 2005       | Bob Sapp           | Niederlage/KO 1. Runde      | K-1 Hero's 2              | Tokio, Japan   |
| 26. März 2005      | Gary Goodridge     | Niederlage/Aufgabe 1. Runde | K-1 PREMIUM 2005 Dynamite | Saitama, Japan |